# 特蕾泽·岑茨
特蕾泽·岑茨（德語：Therese Zenz，1932年10月15日—2019年10月22日），德国女子皮划艇运动员。她曾代表萨尔、德国联队参加1952年、1956年和1960年夏季奥林匹克运动会皮划艇比赛，获得三枚银牌。